# ليون سيراليوني
ليون سيراليون هي العملة الوطنية في سيراليون والمعتمدة منذ عام 1964 بعيد 3 سنوات من استقلالها عن المملكة المتحدة.وينقسم الليون إلى 100 فلس.

## الأوراق النقدية
ظهرت أوراق 50 سنتًا في عام 1979، تلاتها 10 ليون في عام 1980 و20 ليون في عام 1982. وطوال هذه الفترة، ظلت قيمة العملة ثابتة نسبيًا على الرغم من المشاكل الاقتصادية. ثم ظهر 100 ليون في عام 1988، تله 500 ليون في عام 1991، و1000 و5000 ليون في عام 1993، و 2000 ليون في عام 2000 و 10000 ليون في عام 2004.
في يونيو 2010، أصدر بنك سيراليون 10000 ليون، 5000 ليون، 2000 ليون، 1000 ليون. ولا تزال العملات المعدنية مستخدمة، ولكن نظرًا لقيمتها المنخفضة فهي أقل شيوعًا.
| إصدار 2010 | إصدار 2010 | إصدار 2010   | إصدار 2010    | إصدار 2010                                       | إصدار 2010                         |
| الصورة     | القيمة     | الأبعاد      | اللون الرئيسي | الوصف                                            | الوصف                              |
| الصورة     | القيمة     | الأبعاد      | اللون الرئيسي | الوجه                                            | عكس                                |
| ---------- | ---------- | ------------ | ------------- | ------------------------------------------------ | ---------------------------------- |
|            | 1000       | 135 x 67 ملم | أحمر          | باي بوري، شعار سيراليون                          | طبق أقمار صناعية                   |
|            | 2000       | 140 x 69 ملم | بني           | إسحاق ثيوفيلوس أكونا والاس جونسون، شعار سيراليون | مبنى بنك سيراليون                  |
|            | 5000       | 145 x 71 ملم | بنفسجي        | جوزيف سينكي، شعار سيراليون                       | سد بومبونا                         |
|            | 10,000     | 153 x 73 ملم | أزرق وأخضر    | حمامة تحلق فوق خريطة سيراليون، علم سيراليون      | قابوق خماسي الأسدية، شعار سيراليون |

## العملات المعدنية

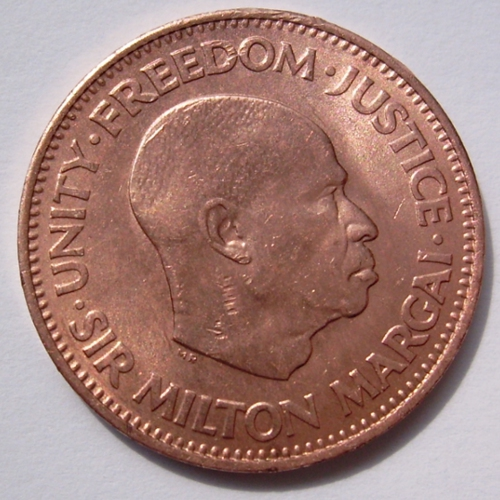
نصف سنت يظهر عليها صورة ميلتون ماغاري

في عام 1964، ظهرت 1 و5 و10 و20 سنتًا. وحملوا جميعًا صورة أول رئيس وزراء لسيراليون، ميلتون مارجاي. وفي عام 1972، تم ظهرت 50 سنتًا من العملات المعدنية التي تحمل صورة الرئيس الأول سياكا ستيفنز.
بعد فترة من الانهيار الاقتصادي والحرب الأهلية في سيراليون، انتشر التضخم، مما قلل من قيمة العملات المعدنية القديمة. فظهرت عملات 10 و 50 و 100 ليون معدنية جديدة في عام 1996، ثم ال500 ليون لأول مرة في عام 2004.
| فئة | سنة الإصدار | شكل   | المعدن     | المعدن | الوجه | العكس       |
| --- | ----------- | ----- | ---------- | ------ | ----- | ----------- |
| 10  | 1996        | دائري | نيكل       | نيكل   | أسماك | قيمة العملة |
| 50  | 1996        | ثماني | نيكل       | نيكل   | مبنى  | قيمة العملة |
| 100 | 1996        | دائري | نيكل       | نيكل   |       | قيمة العملة |
| 500 | 2004        | عشاري | نيكل ونحاس | نيكل   | منى   | قيمة العملة |

## مستقبل الليون
جنبا إلى جنب مع خمس دول أخرى في غرب أفريقيا، تعمل سيراليون على إدخال عملة موحدة، تسمى ايكو.